# Coenonympha lucasi
Coenonympha lucasi är en fjärilsart som beskrevs av Gelin 1912. Coenonympha lucasi ingår i släktet Coenonympha och familjen praktfjärilar. Inga underarter finns listade i Catalogue of Life.